# 나카무라 사쿠라
나카무라 사쿠라(일본어: 中村 桜 なかむら さくら[*])는 일본의 여성 성우. 도쿄도 출신. 마우스 프로모션 소속.